# Чіп Лубсен
Чіп Лубсен (англ. Chip Lubsen, 13 липня 1955) — американський академічний веслувальник.
Срібний призер Олімпійських Ігор 1984 року в складі вісімки, учасник 1976 року.